# Thoralf Skolem
Thoralf Albert Skolem (Sandsvaer, 23 de maio de 1887 — Oslo, 23 de março de 1963) foi um matemático norueguês, conhecido principalmente por seu trabalho em lógica matemática e teoria dos conjuntos.

## Vida
Embora o pai de Skolem fosse professor do ensino básico (escola primária), a maioria dos seus demais familiares eram fazendeiros. Skolem assistiu às aulas do ensino médio (escola secundária) em Kristiania (posteriormente denominada Oslo), passando nos exames de admissão para a universidade em 1905. Ele entrou então na Universidade de Kristiania para estudar matemática, também cursando disciplinas de física, química, zoologia e botânica.
Em 1909 ele começou a trabalhar como assistente do físico Kristian Birkeland, conhecido por bombardear esferas magnetizadas com elétrons e obter efeitos semelhantes à aurora; consequentemente, as primeiras publicações de Skolem foram artigos de física escritos em colaboração com Birkeland. Em 1913, Skolem defendeu uma dissertação intitulada Investigações sobre a Álgebra da Lógica. Também viajou com Birkeland para o Sudão para observar a luz zodiacal. Passou o primeiro semestre de 1915 na Universidade de Göttingen, dirigindo um centro de pesquisa em matemática, lógica matemática e álgebra abstrata, áreas nas quais Skolem eventualmente se destacava. Em 1916, foi designado pesquisador associado na Universidade de Kristiania. Em 1918, tornou-se Docente em Matemática e foi eleito para a Academia Norueguesa de Ciências e Letras.
Skolem não se inscreveu inicialmente como candidato ao doutorado acreditando que o doutoramento fosse desnecessário na Noruega. Posteriormente mudou de ideia e submeteu uma tese em 1926, intitulada Alguns teoremas sobre soluções inteiras para certas equações e desigualdades algébricas. O orientador da sua tese foi Axel Thue, mesmo Thue tendo falecido em 1922.
Em 1927, Skolem casou com Edith Wilhelmine Hasvold.
Skolem continuou a ensinar na Universidade de Kristiania (renomeada Universidade de Oslo em 1925) até 1930 quando tornou-se pesquisador associado no Instituto Christian Michelsen em Bergen. Apesar do nome do seu cargo não impressionar, tratava-se de um posto distinguido, que permitia a Skolem conduzir suas pesquisas livre de obrigações letivas e administrativas. Entretanto, essa posição também demandava que ele morasse em Bergen, uma cidade então carente de uma universidade e, consequentemente, sem uma biblioteca de pesquisas, o que o impediu de manter-se a par da literatura matemática. Em 1938, retornou a Oslo para assumir a cadeira de Matemática da universidade. Lá lecionou os cursos de graduação em álgebra e teoria dos conjuntos, e ocasionalmente lógica matemática. Ao longo da de toda a sua carreira, teve apenas um estudante de doutorado, o qual foi um estudante excelente, Øystein Ore, que foi fazer carreira nos EUA.
Skolem foi presidente da Sociedade Norueguesa de Matemática, e editou o Norsk Matematisk Tidsskrifi ("O Periódico Norueguês de Matemática") por muitos anos. Também foi editor-fundador do Mathematica Scandinavica.
Após sua aposentadoria em 1957, fez muitas viagens aos Estados Unidos, onde proferiu palestras e deu aulas em universidades. Ele continuou intelectualmente ativo até sua súbita e inesperada morte.

## Matemática
Skolem publicou aproximadamente 180 artigos sobre equações diofantinas, teoria dos grupos, teoria dos reticulados, e principalmente sobre, lógica matemática e teoria dos conjuntos. Ele publicou principalmente em periódicos noruegueses com limitada circulação internacional. Isto fez com que, não raro, seus resultados fossem redescobertos por outros. Um exemplo é o teorema de Skolem-Noether, caracterizando os automorfismos de álgebras simples. Skolem publicou uma demonstração em 1927, mas Emmy Noether independentemente o redescobriu alguns anos depois.
Skolem foi um dos primeiros a escrever sobre reticulados. Em 1912, foi o primeiro a descrever um reticulado distributivo livre gerado por n elementos. Em 1919, mostrou que todo reticulado implicativo (agora também chamado de reticulado de Skolem) é distributivo e, como uma recíproca parcial, que todo reticulado distributivo finito é implicativo. Após esses resultados serem redescobertos por outros, Skolem publicou um artigo em 1936 em alemão "Über gewisse 'Verbände' oder 'Lattices'", fazendo uma apanhado de seu trabalho anterior na teoria dos reticulados.
Skolem foi um pioneiro da teoria dos modelos. Em 1920, ele simplificou enormemente a demonstração de um teorema de Leopold Löwenheim demonstrado em 1915, resultando no teorema de Löwenheim-Skolem, o qual afirma que se uma teoria tem um modelo, então ela tem um modelo enumerável. Sua prova de 1920 empregou o axioma da escolha, mas posteriormente (1922 e 1928) ele demonstrou usando o lema de König (en:König's lemma) no lugar do axioma da escolha. É notável que Skolem, assim como Löwenheim, tenha escrito sobre lógica matemática e teoria dos conjuntos empregando a notação dos seus colegas de pioneirismo da teoria dos modelos Charles Peirce e Ernst Schröder, incluindo ∏, ∑ como quantificadores sobre variáveis, em contraste às notações de Peano, Principia Mathematica e Principles of Theoretical Logic. Em 1933 e posteriormente, Skolem foi pioneiro na construção de modelos não-standard de aritmética e teoria dos conjuntos.
Skolem (1922) refinou os axiomas de Zermelo para a teoria dos conjuntos, substituindo a noção vaga de Zermelo de uma propriedade "definida" por qualquer propriedade que possa ser codificada na lógica de primeira ordem. O axioma resultante é parte agora dos axiomas padrão da teoria dos conjuntos. Skolem também apontou que uma consequência do teorema de Löwenheim-Skolem é o que agora é conhecido como paradoxo de Skolem: se os axiomas de Zermelo são consistentes, então eles devem ser satisfazíveis por um domínio enumerável, mesmo quando eles demonstram a existência de conjuntos não-enumeráveis.
A completude da lógica de primeira ordem é um corolário fácil, de resultados demonstrados por Skolem no início dos anos 20 e discutidos em Skolem (1928), mas ele não chegou a perceber este fato, talvez devido ao fato de os matemáticos e lógicos não estarem conscientes da completude como um problema matemático fundamental até a primeira edição de 1928 do Principles of Theoretical Logic de Hilbert e Ackermann quando a completude foi claramente enunciada. Em todo caso, Kurt Gödel primeiro provou esta completude em 1930.
Skolem desconfiou do infinito completo e foi um dos fundadores do finitismo na matemática. Skolem (1923) mostrou sua aritmética primitiva recursiva, uma contribuição muito precoce para a teoria das funções computáveis, como meio de evitar os então chamados paradoxos do infinito. Aqui ele desenvolveu a aritmética dos números naturais primeiramente definindo objetos por recursão primitiva, e então montando outro sistema para demonstrar propriedades dos objetos definidos pelo primeiro sistema. Esses dois sistemas o possibilitavam definir números primos e estabelecer uma parcela considerável  da teoria dos números. Se o primeiro desses sistemas puder ser considerado como uma linguagem de programação para definir objetos, e o segundo como lógica de programação para demonstrar propriedades dos objetos, Skolem pode ser visto como um pioneiro não-intencional da ciência da computação teórica.
Em 1929, Presburger provou que a aritmética de Peano sem multiplicação era consistente, completa e decidível. No ano seguinte, Skolem provou que o mesmo era verdade para a aritmética de Peano sem a soma, um sistema denominado de aritmética de Skolem em sua homenagem. O famoso resultado de Gödel em 1931 é que a própria aritmética de Peano (com ambas adição e multiplicação) era incompletável e conseqüentemente indecidível.

## Escritos
- Diophantische Gleichungen (Diophantine analysis), Ergebnisse der Mathematik und ihrer Grenzgebiete 1938.
- Mathematical Interpretation of Formal Systems, 1955.
- Abstract Set Theory, 1962.
- Selected Works in Logic, 1970.